# Сорока
Сорока (рус. и укр. Сороки, пољ. Soroki, јид. סאָראָקע) је град и седиште Сорокског рејона, удаљен 160 km северно од Кишињева. Смештен је на обали реке Дњестар, на само пар километара од границе са Украјином.

## Историја
Порекло имена Сорока није у потпуности разјашњено. Град има своје корене од средњег века као трговачка станица за Републику Ђенову. Тврђаву Сорока је 1499. године саградио Стефан Велики, по којој је град и данас познат.
Оригинална дрвена тврђава, која је бранила фјорд над Дњестром, била је важна веза у ланцу утврђења. За време владавине Петру Рареша, у периоду између 1543. и 1546. године, тврђава је обновљена у камену као савршен круг са пет бастиона на једнакој удаљености. Током Великог турског рата, Јан III Собјески и његове снаге су успешно одбраниле град од Османлија. Град је био важно место током кампање Петра Великог у Руско-турском рату.
Место се значајно развија и проширује у 19. веку, када постаје регионални центар са великим трговима, модернизованим улицама, болницама, гимназијама. За време Совјетског Савеза град постаје важан индустријски центар северног дела Молдавије.
Сорока је 1919. године била позната по производњи грожђа, пшенице, кукуруза и дувана.

## Становништво
Према проценама из 1919. године, популација је бројала 35.000 становника. Становништво су сачињавали Румуни, Немци, Руси и Јевреји којих је некада било 18,000. Данас се њихов број свео на свега 100 људи, од чега се њих 20 сматрају Јеврејима према халахи.
Према попису становништва из 2004. град је имао 37,500 становника. Познат је по великом броју Рома, па се назива „главним градом Рома у Молдавији”.

## Клима
Сорока има умереноконтиненталну климу (Према Кепену: Dfb).
| Клима Сороке               | Клима Сороке | Клима Сороке | Клима Сороке | Клима Сороке | Клима Сороке | Клима Сороке | Клима Сороке | Клима Сороке | Клима Сороке | Клима Сороке | Клима Сороке | Клима Сороке | Клима Сороке |
| Показатељ \ Месец          | .Јан.        | .Феб.        | .Мар.        | .Апр.        | .Мај.        | .Јун.        | .Јул.        | .Авг.        | .Сеп.        | .Окт.        | .Нов.        | .Дец.        | .Год.        |
| -------------------------- | ------------ | ------------ | ------------ | ------------ | ------------ | ------------ | ------------ | ------------ | ------------ | ------------ | ------------ | ------------ | ------------ |
| Просек, °C (°F)            | −4,7 (23,5)  | −3,2 (26,2)  | 1,5 (34,7)   | 9,2 (48,6)   | 15,0 (59)    | 18,1 (64,6)  | 19,5 (67,1)  | 18,9 (66)    | 14,8 (58,6)  | 9,0 (48,2)   | 3,0 (37,4)   | −1,7 (28,9)  | 8,28 (46,9)  |
| Количина падавина, mm (in) | 35 (1,38)    | 36 (1,42)    | 31 (1,22)    | 49 (1,93)    | 65 (2,56)    | 93 (3,66)    | 90 (3,54)    | 58 (2,28)    | 48 (1,89)    | 31 (1,22)    | 38 (1,5)     | 39 (1,54)    | 613 (24,14)  |
| Извор: Climate-Data.org    |              |              |              |              |              |              |              |              |              |              |              |              |              |

## Знамените личности
- Семјуел Бронфман, канадски предузетник
- Александру Чимбричук, политичар
- Софија Имбер, новинарка
- Кира Муратова, совјетска редитељка и глумица
- Роберт Штајнберг, канадски математичар

## Међународни односи
Сорока је побратимљена са:
- Флиманзи, Румунија